# بيانكا شميدت
بيانكا شميدت (بالألمانية: Bianca Schmidt)‏ (و. 1990  م) هي لاعبة كرة قدم ألمانية، ولدت في غيرا، مركز لعبها هو مُدَافِعَة.

## روابط خارجية
- بيانكا شميدت على موقع الاتحاد الدولي (مؤرشف)  (الإنجليزية)
- بيانكا شميدت على موقع الاتحاد الأوربي (الإنجليزية)
- بيانكا شميدت على موقع اتحاد السويد (السويدية)
- بيانكا شميدت على موقع قاعدة بيانات كرة القدم.إي يو (الإنجليزية)
- بيانكا شميدت على موقع Soccerway.com (الإنجليزية)
- بيانكا شميدت على موقع عالم كرة القدم.نت (الإنجليزية)